# Pócsi Elek
Pócsi Elek (ukránul: Олексій Повчій), (Kokad, 1754. március 17. – Ungvár, 1831. július 11.) görögkatolikus pap, Munkács püspöke.

## Élete
Román családban született 1754-ben. 1789-ben szentelték pappá. 1816-ban választották meg Munkács püspökévé. 14 éves kormányzásának jelentős tette volt, hogy 1826-ban megkezdte az egyházmegyei kollégium építését, amely azonban anyagi okok miatt egészen 1940-ig elhúzódott. Egy árvaház at is tervezett, azonban ezt sem tudta megvalósítani. Kapcsolatot ápolt más ukrán lakosságú (Kárpátokon túli) tartományokkal, illetve foglalkozott az egyházi böjt megtartásának kérdéseivel. Az ő ideje alatt alapították a másik, Eperjesi görögkatolikus főegyházmegyét; ennek érsekévé Tarkovics Gergelyt nevezte ki I. Ferenc magyar király.
Pócsi 1831-ben hunyt el 77 éves korában. A püspöki székben Popovics Vazul követte.

## Fordítás
- Ez a szócikk részben vagy egészben  a(z)   Олексій_Повчій című ukrán Wikipédia-szócikk fordításán alapul.  Az eredeti cikk szerkesztőit annak laptörténete sorolja fel. Ez a jelzés csupán a megfogalmazás eredetét és a szerzői jogokat jelzi, nem szolgál a cikkben szereplő információk forrásmegjelöléseként.